# Friedrich Trendelenburg (Jurist)
Friedrich Adolf Albrecht Trendelenburg (* 10. Oktober 1878 in Rostock; † 10. Dezember 1962 in Köln) war ein deutscher Verwaltungsjurist und Ministerialbeamter im Preußischen Ministerium der geistlichen-, Unterrichts- und Medizinalangelegenheiten.

## Leben
Trendelenburg wurde 1878 als Sohn des Chirurgen Friedrich Trendelenburg in Rostock geboren. Seine Brüder bekleideten einflussreiche Positionen in Staat und Gesellschaft, wie sein Bruder Ernst Trendelenburg, der Reichswirtschaftsminister war. Er besuchte die Thomasschule zu Leipzig und studierte Rechtswissenschaft.
Ab 1912 wirkte er als Geheimer Regierungsrat im Preußischen Ministerium der geistlichen-, Unterrichts- und Medizinalangelegenheiten. 1919 wurde er Vortragender Rat und 1922 Ministerialrat. Von 1924 bis 1933 arbeitete er als Ministerialdirektor und Leiter der Kirchenabteilung im Ministerium. Er arbeitete das Preußenkonkordat aus. Von 1935 bis 1939 war er Direktor der Preußischen Oberrechnungskammer in Potsdam. Er war Mitglied der DNVP. Nach 1945 war er Amtsrichter in Berlin.

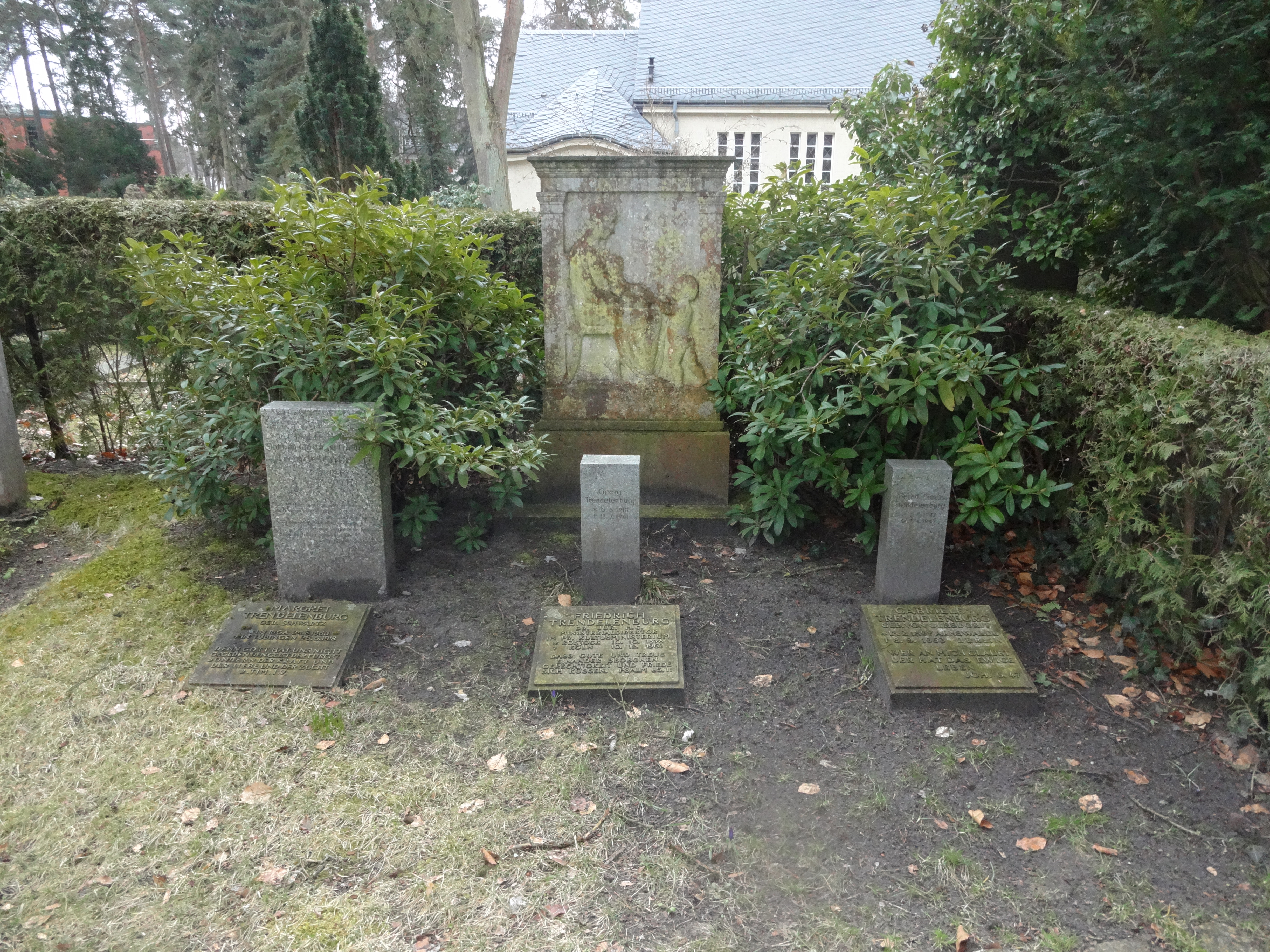
Grabstätte

Trendelenburg wurde auf dem Evangelischen Kirchhof Nikolassee in Berlin-Zehlendorf beigesetzt. Die durch eine Kalksteinstele von Otto Placzek geschmückte Grabstätte befindet sich in der Abt. A, Fam.-St.45.

## Familie
Er ehelichte 1914 Margarete Matilde Schwartz (1883–1918). Nach dem Tod seiner ersten Frau heiratete er 1921 Gabriele von Gersdorf (1897–1953).
Kinder:
- Johann Christoph Friedrich Trendelenburg (1916–2004), Professor für Pneumologie
- Johann Georg Friedrich Trendelenburg (1918–1991), Volkswirt
- Bernd-Gero Trendelenburg (1922–1942), gefallen in Russland
- Juliane Trendelenburg (* 1924), Legationsrätin im Auswärtigen Dienst, verheiratet mit Carlpeter Lepsius